# Jagtslot
Et Jagtslot ( eller "jagthytte" ved et slot) er et slot, som er placeret i en dyrepark eller et jagtområde, f.eks. i en skov, mark eller ved en sø. Jagtslottet var primært beregnet til indkvartering for en konge, fyrste, herremand og hans følge, når man var på jagt i området.
Ofte var jagtslottet udgangspunkt for de fester, der ledsagede jagten, nogle gange var det tillige vært for festivaler og andre arrangementer. Udtrykket ses anvendt som synonym for lystslot , fordi jagten også var en rekreativ aktivitet. Men indretningen af disse bygninger var forskellig, et Lustschloss var uden begrænsning i stil og arkitektur, mens jagtslottet altid var relateret til jagt. Det ses især ved udsmykningen, hvor væggene ofte var prydet med gevirer og andre trofæer, med malerier af scener fra jagten, og også ved en bevidst brug af træ eller andre naturmaterialer. 
Jagtslottene havde ofte stalde og andre tilbygninger, der kunne anvendes til at huse jagtudstyr. Jagtslottene var normalt ejet af aristokratiske familier.

## Eksempler på jagtslotte iEuropa
- Hovedbygningen til jagtslottet Søbygård, Ærø,  Danmark
- Svartsjö slott i Sverige
- Jagtslot Glienicke ved Potsdam i Tyskland
- Jagtslot i Kochholz, Dunkelsteinerwald, Østrig
- Det franske jagtslot ’’Pavillon de chasse ved Parc du Héron, Villeneuve-d'Ascq’’, Frankrig